# Міжнародний день птахів
День птахі́в — екологічне свято, було засноване Чарльзом Альманзо Бебкоком, директором шкіл Ойл-Сіті, у 1894 році. Це було перше свято в США, присвячене вшановуванню птахів. Бебкок мав на меті просувати збереження птахів як моральну цінність. Відзначається 1 квітня.

## Історія свята
19 березня (за новим стилем — 1 квітня) 1902 року одинадцять європейських держав підписали Міжнародну конвенцію з охорони птахів, корисних у сільському господарстві (англ. International Convention for the Protection of Birds Useful to Agriculture). Це були Німеччина, Австро-Угорщина, Бельгія, Іспанія, Франція, Греція, Люксембург, Монако, Португалія, Швеція і Швейцарія. Конвенція вступила в дію 12 грудня 1905 року. У різних країнах її було ратифіковано протягом 1906—1932 рр. Вважають, що саме ця подія стала приводом для святкування Міжнародного дня птахів.
В СРСР «День птахів» уперше відзначали у травні 1924 року, коли юннати Московської центральної біостанції під керівництвом Микола Дергунов і Петра Смоліна розвісили десяток дуплянок в лісництві на території м. Москва. Наступного року свято проходило вже офіційно, до його організації підключився Володимир Маяковський, дача якого була розташовано неподалік від місця розвішування дуплянок. Відомий поет допомагав малювати тематичні плакати.
У 1927 році в Москві було розвішано вже 1098 пташиних будиночків, в акції взяли участь близько 5 тисяч осіб, переважно дітей і підлітків. У 1928 році «День птахів» проходив вже по всій країні Рад та зібрав понад 60 тисяч учасників, якими було розвішано близько 15 000 шпаківень. Долучитись до святкування в 1929 році активно закликали радянські журнали «Юний натураліст» і «Листки Бюн» (Москва), «Жива природа» (Петроград). Заклик до участі в акції також підтримали столичні видання Української РСР. Харківський журнал «Український Мисливець і Рибалка» і газета «Радянський мисливець та рибалка» закликали жителів України не залишатися байдужими до долі пернатих, і їхні заклики знайшли відгук у любителів природи. Акція проходила 24 березня 1929 року.[джерело?]
У 1930-х роках акція перестала бути масовою через домінування споживацького ставлення до природи у Радянському Союзі. Відновилась вона в 1940-ві роки, одним із її популяризаторів в Україні став Віктор Аверін.
Після розпаду СРСР свято набуло міжнародного статусу. З 1994 року в Російській Федерації 1 квітня відзначають як Міжнародний день птахів. Проте це свято не має офіційного статусу у жодній пострадянській країні і відбувається за ініціативи громадських організацій та інших ініціативних груп.
Традиційно День птахів — це не тільки річниця Конвенції, але і час прильоту пернатих із зимівель. За традицією в цей час в очікуванні пернатих розвішуються шпаківні, дуплянки та інші «пташині будиночки», проводяться акції «зустрічі птахів». Повернення птахів святкується також як прихід весни.
18 жовтня 1950 року в Парижі була підписана Міжнародна конвенція про охорону птахів, яка частково прийшла на зміну документа 1902 року. Однак у деяких країнах вона залишається чинною до цього часу, адже вони не виступили із заявою про денонсацію Конвенції 1902 року і не прийняли Конвенцію 1950 року. У Конвенції 1950 року окрім «корисних» птахів називалися і птахи «шкідливі», до яких, зокрема, потрапили майже всі яструбині.
Аналогічні свята, пов'язані із зустрічами прилітних птахів проводяться навесні практично по всьому світу. У США святкування Дня птахів, як дитячого свята, було започатковано ще в травні 1894 року. Станом на 2019 рік найбільшу популярність серед «пташиних свят» має Всесвітній день мігруючих птахів (англ. World Migratory Bird Day), який відзначають двічі на рік — у другу суботу травня і жовтня.